# Mačkova očeta
Mačkova očeta je črtica, ki jo je napisal Janko Kersnik.

## Vsebina
Črtica govori o starih Mačkih, in sicer o treh generacijah očetov oziroma sinov. Stari Maček je živel s sinom na kmetiji, kjer je še gospodoval, ko pa je že zelo ostarel, so ga le prepričali, da je kmetijo zapustil sinu. Ko je sin zagospodoval, se staremu Mačku ni godilo več dobro, saj ga je sin pretepal, veliko so se prepirali, tako da je stari oče naposled zapustil svoj dom in odšel k sosedom. Kmalu je umrl, še prej pa je zahteval od sina svojih 20 goldinarjev, ki jih je zapustil sosedovim. Tudi sinu se  na stara leta ni godilo nič dobrega, saj je tudi sam imel sina, in ko mu je zapustil kmetijo, se mu je zgodilo enako kot očetu. Sin ga je pretepal, tako da je tako kot oče preživel svoje zadnje dneve pri mladem sosedovem Matevžu. 
Sin in oče sta imela enako usodo in končala na enak način.
Črtica Mačkova očeta spada med kratko pripovedno prozo, črtico in je ena od zgoraj že omenjenih osmih slik v zbirki Kmetske slike. Sestavljena je iz drobnih pripovednih prizorov, ki so razvrščeni v časovnem zaporedju. Med njimi so tudi časovni presledki. Prikazan je odločilni trenutek v življenju osrednje osebe: najprej starega Mačka, nato pa še njegovega sina. Obseg je pisatelju narekoval skrajno zgoščenost pri opisih, poročanju o dogajanju, dvogovorih, označitvah oseb itd. 
Ideja te črtice je: boj za lastnino uniči vse prijateljske družinske odnose.
Zanjo pa velja pregovor: ti očeta do praga, sin tebe čez prag.